# Pygmaeolus nitidus
Pygmaeolus nitidus är en stekelart som först beskrevs av Bridgman 1889.  Pygmaeolus nitidus ingår i släktet Pygmaeolus och familjen brokparasitsteklar. Inga underarter finns listade i Catalogue of Life.